# Stary Brus
Stary Brus (dawn. Bruss) – wieś w Polsce położona w województwie lubelskim, w powiecie włodawskim, w gminie Stary Brus. Leży przy drodze wojewódzkiej nr .
W latach 1954–1972 wieś należała i była siedzibą gromady Brus Stary. W latach 1975–1998 miejscowość administracyjnie należała do województwa chełmskiego.
Miejscowość jest sołectwem, siedzibą gminy Stary Brus. Według Narodowego Spisu Powszechnego z roku 2011 wieś liczyła 414 mieszkańców.

## Części wsi
| SIMC    | Nazwa    | Rodzaj     |
| ------- | -------- | ---------- |
| 0108690 | Mietułka | przysiółek |
| 1025798 | Wólka    | część wsi  |

## Historia[9]
Pierwsza wzmianka o wsi Brus pojawia się już w 1485 roku w aktach chełmskich. Brus należał do ziemi chełmskiej i parafii Sawin. Wieś lokowano na prawie niemieckim przed 1492 rokiem. Nazwa wsi pochodzi od słowa „brus”, które kiedyś oznaczało osełkę, kamień do ostrzenia noży.

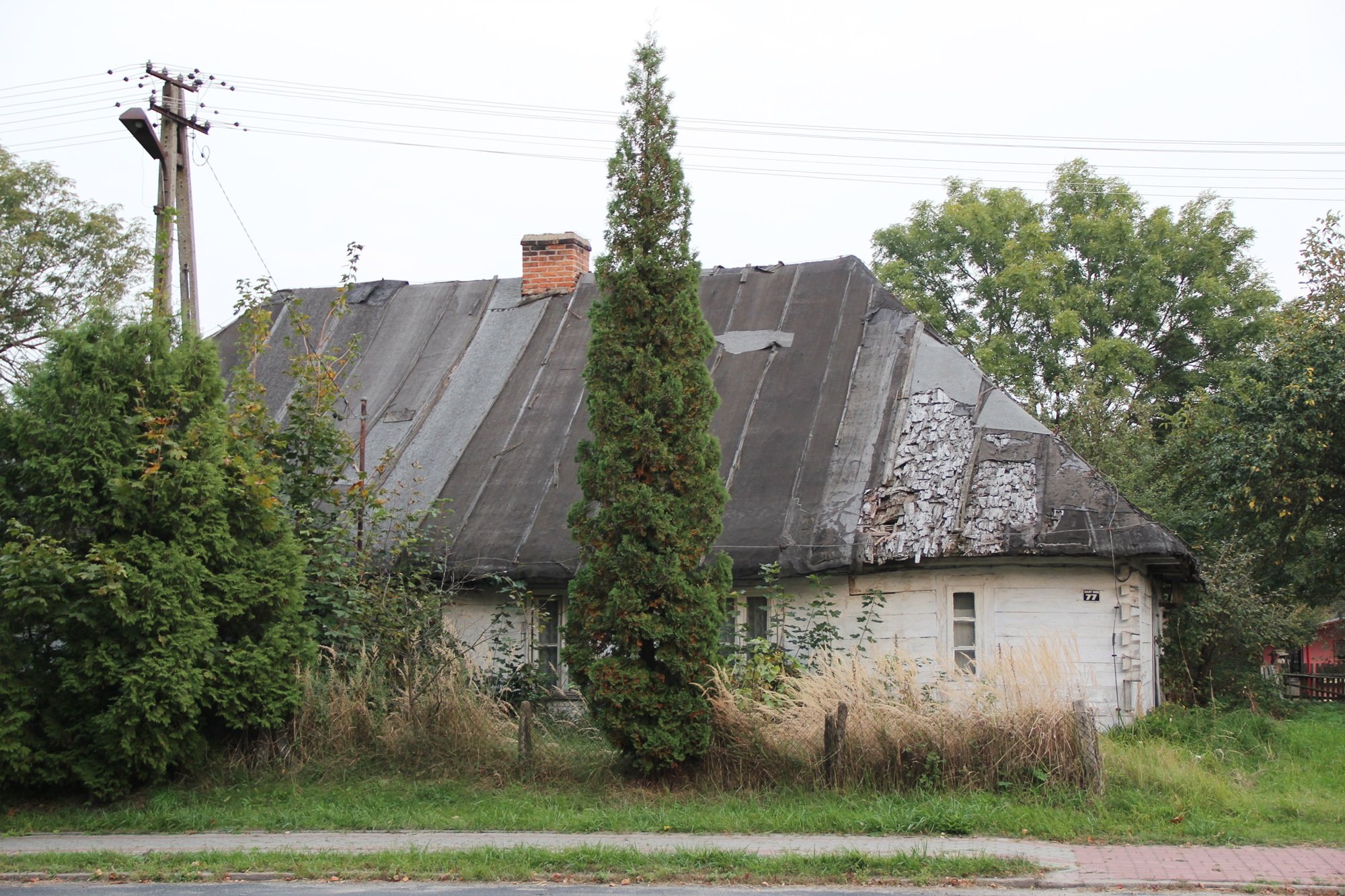
Czworak w zespole dworskim

Trudno z braku źródeł określić pierwszych właścicieli wsi. Była to najprawdopodobniej miejscowa szlachta z pobliskiego Andrzejowa. Był to ubogi ród szlachecki pochodzenia ruskiego. Z czasem wieś na skutek podziałów w łonie tej rodziny została podzielona między wielu dziedziców.
Według spisu podatkowego z 1564 roku miejscowość Brusz była podzielona między siedmiu szlachciców, którzy posiadali niewielkie kawałki ziemi we wsi. Byli to: Sebastian Chojeński, Michał i Iwan synowie Andrzeja, Dietukow, Jan syn Andrzeja, Joskowicz oraz Hieronim i Steczko Andrzejewscy. Brus był więc w tym okresie typowym zaściankiem szlacheckim pełnym drewnianych, niewielkich dworów.
Na przełomie XVI i XVII wieku poszczególne części wsi skupił ród Horochów herbu Trąby, pochodzący z ziemi chełmskiej. W 1633 roku właściciel wsi Wacław Horoch syn Łukasza, dobra wsi Brus oddaje swoim synom: Stefanowi i Dominikowi. Starszy z braci Horochów został zakonnikiem, a dziedzicem Brusa został młodszy Dominik Horoch. Dominik Horoch, właściciel wsi, ożenił się z Zofią z Sawinianki i miał syna Andrzeja, który w połowie XVII wieku objął dobra Brus. Andrzej Horoch żenił się dwukrotnie. Najpierw z Agnieszką z Chomentowskich wdową po Janie Wereszczyńskim, a następnie z Heleną Rogowską. Dopiero z drugiego małżeństwa dochował się syna Jana urodzonego po 1677 roku.
Po śmierci Andrzeja Horocha dobra wsi Brusz odziedziczył Jan Horoch, który w 1717 roku ożenił się w Wołoskiej Woli z Katarzyną Milanowską. Dzięki temu małżeństwu, po śmierci brata żony objął w posiadanie majątek Wołoskowola. Ok. 1730 roku Katarzyna z Milanowskich zmarła zostawiając dzieci: Kazimierza, Józefa, Stefana, Stanisława, Franciszkiem, Elżbietą, Rozalią i Anielą, a wdowiec Jan Horoch, który uzyskał tytuł skarbnika chełmskiego ożenił się ponownie z Rozalią Białecką. Z tego drugiego małżeństwa miał córkę Katarzynę oraz syna Michała oficera wojsk polskich.
Po śmierci Jana, ród Horochów najprawdopodobniej przeniósł się do Wołoskiej Woli, a następnie aż do Galicji, gdzie Horochowie zrobili wielką karierę i otrzymali od cesarza Austrii tytuł hrabiowski.
Brus w drugiej połowie XVIII wieku został przez Horochów sprzedany, a głównym posiadaczami ziemskimi stał się ród Chajęckich herbu Korab.
W 1802 roku dobra Brusz kupił Franciszek Kunicki podkomorzy chełmski, dziedzic Hańska i Cycowa. Kunicki należał do elity politycznej ziemi chełmskiej. Skupował i sprzedawał liczne dobra ziemskie. Już w 1803 roku dobra Brusz sprzedał Karolowi Grzymale Dobieckiemu.
W tym czasie miejscowość była dość dużą osadą i nosiła nazwę Bruś Mitiołka. W 1827 roku znajdowało się w niej 80 domów i 415 mieszkańców.
Karol Dobiecki był synem Marcina Karola Dobieckiego, który w końcu XVIII wieku pełnił wiele ważnych funkcji w powiecie chełmskim i ziemi bełskiej. Brus wiele zawdzięcza ówczesnemu dziedzicowi. W 1807 roku wybudował on we wsi cerkiew unicką oraz chciał utworzyć parafię, ale władze kościelne nie zgodziły się na to. Dobiecki wybudował też dwór i założył park dworski. Utworzył w Brusie prawdziwą siedzibę szlachecką.
Karol Dobiecki ożenił się z Anielą Lipińską i miał syna Józefa. Karol Dobiecki zmarł około 1821 roku. Niestety jego jedyny syn nie był tak przywiązany do Brusa i po śmierci ojca około w 1836 roku sprzedał wieś Rochowi Jasieńskiemu herbu Dołęga.
Jasieński okazał się dobrym gospodarzem. Wyremontował zniszczoną przez pożar cerkiew i ustanowił ją prywatną  kaplicą dworską, przy której byli uniccy zakonnicy. Jasieński wybudował spichlerz, chlewnię, karczmę, czworaki, kapliczkę w parku, oficynę dworską i zapewne dzwonnicę przy cmentarzu.
Jasieński oprócz tego, że zajmował się rozbudową swojego majątku był też społecznikiem i urzędnikiem państwowym. Była radcą prawnym powiatu radzyńskiego oraz prezesem Komisji do spraw włościan w powiecie radzyńskim (od 1862 roku). Następnie po 1867 roku był sędzią pokoju powiatu włodawskiego. W 1870 roku w Brusie powstała szkoła elementarna.
Ożenił się z Natalią Cieszkowską z bogatej rodziny z Siedlec. Dochował się sześciu córek.
Podczas uwłaszczenia ziemi dworskiej w 1864 roku w Brusie utworzono 44 gospodarstwa chłopskie na 735 morgach ziemi. Pozostała ziemia, czyli 3096 mórg nadal należało do dworu. Na majątek Brus, w końcu XIX wieku, składały się folwarki: Brus, Zanocin i Osmoł. W 1880 roku były w tych folwarkach 22 zabudowania mieszkalne i gospodarcze, w tym oranżeria.

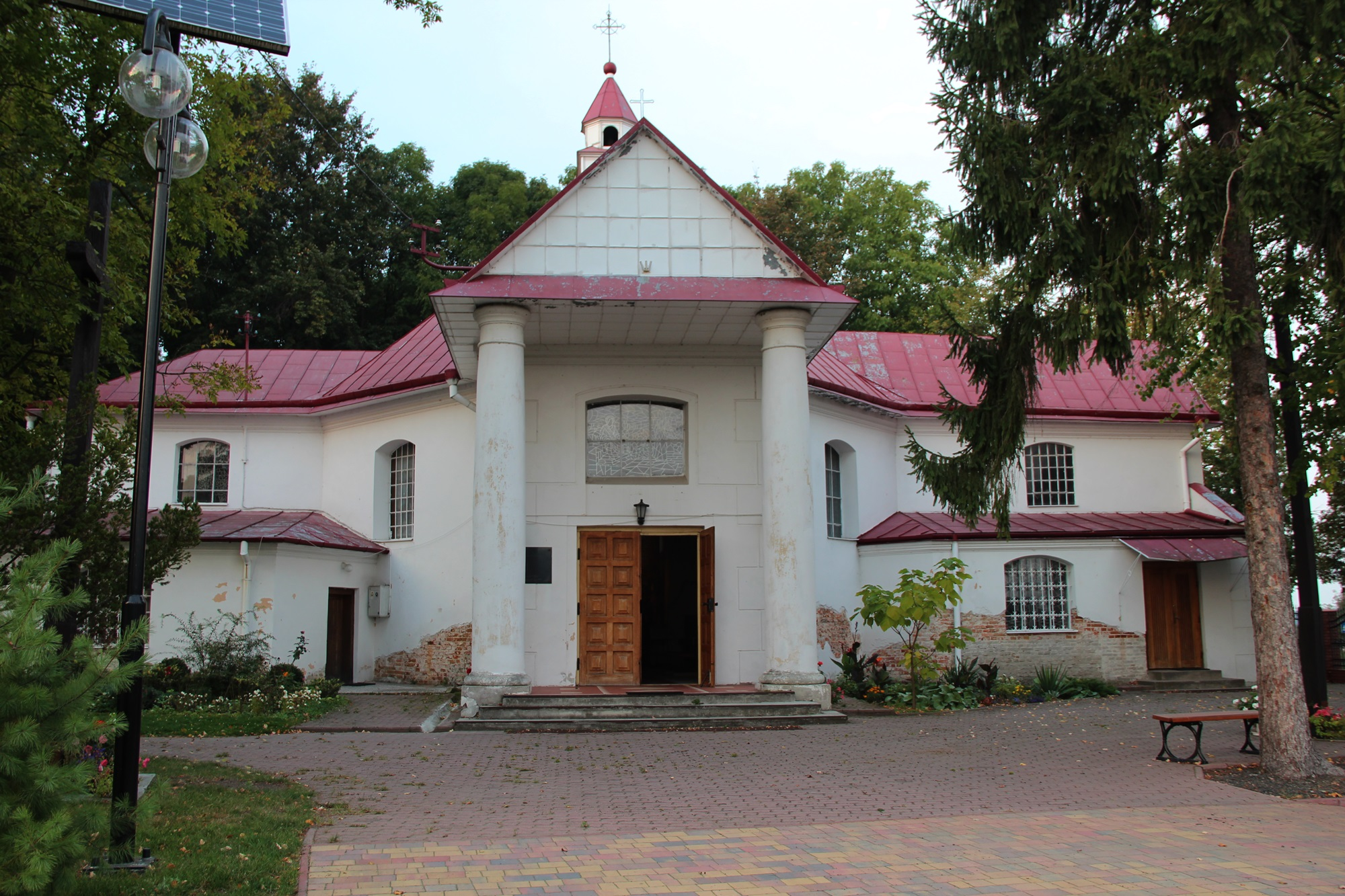
Kościół (dawna cerkiew) w Starym Brusie

W 1867 roku Brus włączono do gminy Turno. W tym samym roku władze carskie przejęły na własność skarbu państwa miejscową kaplicę, którą w 1875 roku przemianowano na cerkiew prawosławną.
Według danych z roku 1880 w Brusie było 940 mieszkańców. Była to duża wielowyznaniowa osada, którą zamieszkiwali prawosławni (dawni unici) – 620 osób, katolicy – 180, ewangelicy – 130  i żydzi – 10. Nazwę wsi zapisywano wtedy jako Bruss.
Po odzyskaniu przez Polskę niepodległości w 1918 roku cerkiew została rekoncyliowana na kościół katolicki pod wezwaniem Matki Boskiej Częstochowskiej. W okresie międzywojennym rozpoczęła się rozbudowa świątyni poprzez dobudowanie nowego prezbiterium. Oś kościoła została wtedy zmieniona o 90 stopni.
Według spisu powszechnego z 1921 roku Brus dzielił się na wieś Bruss oraz folwark Bruss, który należał do Józefy Załuskiej i zajmował powierzchnię 750 ha. Wieś Bruss liczyła 94 domy mieszkalne i 488 mieszkańców. Większość społeczności Brusa stanowili prawosławni, według spisu było ich 311 osób. Pozostali mieszkańcy byli wyznania katolickiego (148 osób) i mojżeszowego (29 osób).
Według Księgi Adresowej Polski z 1929 roku kołodziejem we wsi był J. Filipowicz, kowalem W. Czerwiński,  krawcem H. Maśluch oraz P. Rusma. We wsi dwie piwiarnie należące do L. Kielmanowicza i H. Maślucha. Sklepy spożywcze posiadali J. Borczak oraz J. Kodyński,  a szewcem był J. Stół.
20 sierpnia 1927 roku gminę Turno przemianowano na gminę Wołoskowola.
W roku 1944 spalił się drewniany dwór, po którym pozostały jedynie murowane fundamenty. Po wojnie w tym miejscu został wybudowany blok mieszkalny.
Po II wojnie światowej nazwa miejscowości została zmieniona na Stary Brus. W 1973 roku w wyniku reformy administracyjnej i podziału dawnej gminy Wołoskowola, na dwie części Stary Brus stał się siedzibą gminy.
W 1984 roku w miejscowości została oddana do użytku nowa szkoła podstawowa, która obecnie nosi nazwę Zespołu Szkół Publicznych w Starym Brusie im. Marii Konopnickiej.
Na przełomie lat 80. i 90. XX wieku w miejscowości została zbudowana sieć wodociągowa i kanalizacyjna.

## Zabytki
- kościół parafialny pw. Matki Boskiej Częstochowskiej wzniesiony w latach 1805-1807 jako cerkiew unicka. W 1918 r. rekoncyliowany na świątynię rzymskokatolicką. Najcenniejszymi elementami wyposażenia kościoła jest klasycystyczna chrzcielnica z około 1807 roku z piaskowca oraz rzeźba św. Nepomucena o charakterze późnobarokowym z początku XIX wieku. Kościół parafialny, wraz z cmentarzem, dzwonnicą z początku XIX w. i kapliczką przykościelną został wpisany do rejestru zabytków pod nr A/136[10].
- Czworak dworski. Drewniany o konstrukcji sumikowo-łątkowej z czterospadowym dachem. Wpisany do rejestru zabytków pod nr A/184[10].